# Parafia Wniebowstąpienia Pańskiego w Dzierkowszczyźnie

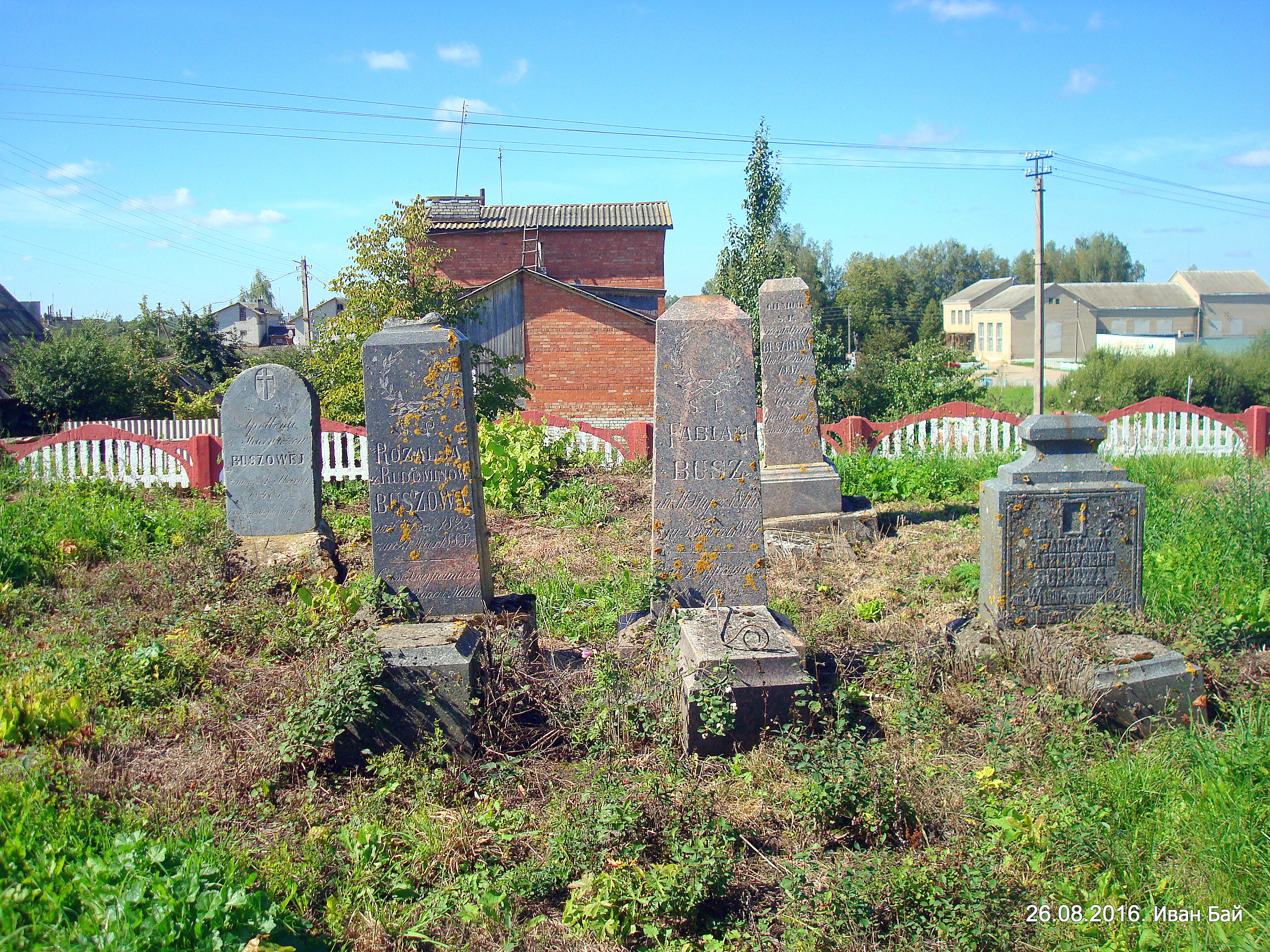
Cmentarz katolicki w Dzierkowszczyźnie

Parafia Wniebowstąpienia Pańskiego w Dzierkowszczyźnie (biał. Парафія Унебаўшэсця Пана у Дзеркаўшчыне) – parafia rzymskokatolicka w Dzierkowszczyźnie. Należy do dekanatu głębockiego diecezji witebskiej. Parafia została założona w XIX w.

## Historia
Wieś Dzierkowszczyzna w 1744 roku znajdowała się w parafii w Głębokiem w dekanacie połockim diecezji wileńskiej.
Budowa kościoła Wniebowstąpienia Pańskiego rozpoczęła się w 1817 roku i zakończyła 7 maja 1822 roku. Fundatorem był Leon Domejko. Był to kościół filialny parafii w Duniłowiczach. Filia liczyła 1387 osób. 
Podczas II wojny światowej spłonęły wieże i uszkodzony został dach świątyni parafialnej. Wiosną 1943 sowieccy partyzanci spalili plebanię. Po wojnie część plebanii została odbudowana.
Po śmierci proboszcza Jana Makszeckiego w 1959 roku wierni przez jakiś czas gromadzili się na modlitwy bez kapłana. Do 1962 roku parafianie zbierali pieniądze, by opłacić podatek za świątynię. W 1963 roku kościół został zajęty przez państwo i przekazany kołchozowi na spichlerz. Władze wyłamały zamki, część inwentarza kościelnego została wywieziona do Głębokiego, pozostałe przedmioty zostały zniszczone i spalone na podwórzu świątyni. Na plebanii założono szkołę. Zarządzany przez kołchoz budynek popadł w zaniedbanie. Po zawaleniu się dachu, zostały z niego jedynie mury i kolumny. Rozszabrowany został też grób fundatora Leona Domeyki.
W 1988 roku wierni rozpoczęli starania o odzyskanie świątyni. Wiosną 1989 roku ksiądz Uładzisłau Zawalniuk przed ruinami celebrował Mszę Świętą w intencji zwrócenia kościoła. Delegacje wiernych jeździły do władz rejonowych, obwodowych, republikańskich w Mińsku i państwowych w Moskwie. W 1989 roku zniszczona świątynia została zwrócona parafii. Mimo problemów ze zdobyciem materiałów budowlanych i braku środków, kościół został odbudowany w ciągu dziesięciu miesięcy. Stało się to dzięki ofiarności i entuzjazmowi mieszkańców, z których wielu pracowało na budowie za darmo, a niektórzy przekazali na jej cel oszczędności swojego życia. Do kościoła wróciły ocalone przez wiernych figury świętych.
15 maja 1990 roku świątynia została ponownie konsekrowana przez biskupa Tadeusza Kondrusiewicza. W 2014 roku parafia obchodziła 25-lecie odzyskania kościoła wiernym, a w 2015 roku 25-lecie jego odnowienia. Mszy Świętej przewodniczył ks. biskup Oleg Butkiewicz.

## Obecnie
W parafii istnieje wspólnota Żywego Różańca i Legionu Maryi. Cmentarze znajdują się w Dzierkowszczyźnie, Łaskowszczyźnie i Przechodach. 

## Obszar parafii
Parafia obejmuje miejscowości:
- Dzierkowszczyzna
- Dzierkowszczyzna II
- Wołkowszczyzna
- Sazonowszczyzna
- Sakowicze
- Olchowiki
- Sturowszczyzna
- Łatyhol
- Przechody
- Zawrótki
- Łaskowszczyzna

## Proboszczowie parafii
| imię i nazwisko                  | daty urzędowania |
| -------------------------------- | ---------------- |
| Ks. Adolf Ołdziejewski           | 1913 – 1915      |
| Ks. Michał Boryk (administrator) | 1918 –           |
| Ks. Jan Żuk                      | 1925 – 1927      |
| Ks. Edward Wojciechowski         | 1933 –           |
| Ks. Jan Makszecki                | 1946 – 1959      |
| Ks. Andrzej Kulik                | 2014 – 2019      |
| Ks. Leonid Mozgiel               | 2019 –           |